# Running on Ice
Running on Ice är det andra studioalbumet av Vertical Horizon. Det släpptes först på ett indiebolag 1995 och nysläpptes sedan på RCA Records. Skivan producerades av John Alagia (som även producerat bland annat John Mayer och Dave Matthews Band) och Doug Derryberry. 
Som på bandets första skivan There and Back Again bestod bandet fortfarande bara av Matthew Scannell och Keith Kane. Den här gången fick de dock hjälp från större artister, bland annat Jack O'Neill och Cary Pierce från Jackopierce och Carter Beauford från Dave Matthews Band. Producenten Doug Derryberry bidrog även genom att spela keyboard och sjunga.
Running on Ice är det enda av Vertical Horizons album som innehåller en låt som varken Scannell eller Kane har skrivit själva. Låten är "Falling Down" som skrevs av Scannells dåvarande flickvän Kelly Moylan.

## Låtlista
1. "Heart in Hand" (Scannell) - 4:36
2. "Wash Away" (Kane) - 4:30
3. "Fragments" (Scannell) - 3:47
4. "Famous" (Kane/Scannell) - 3:03
5. "The Man Who Would Be Santa" (Scannell) - 4:43
6. "Angel Without Wings" (Kane) - 4:19
7. "Answer Me" (Scannell) - 5:31
8. "Life in the City" (Scannell) - 4:13
9. "Japan" (Kane) - 5:24
10. "Call it Even" (Scannell) - 3:40
11. "Sunrays and Saturdays" (Scannell) - 3:33
12. "Candyman" (Kane) - 4:16
13. "Falling Down" (Moylan/Scannell) - 4:12
14. "Goodnight My Friend/Reprise" (Scannell) - 6:33